# Abrosaurus dongpoi
Abrosaurus dongpoi ("Dongpos delikata ödla") är en art av dinosaurier som tillhör släktet Abrosaurus, en macronariasauropod från mellersta jura i det som idag är Asien. Den är en av många långhalsade dinosaurier som hittats i Dashanpu-stenbrottet i Sichuan i Kina. Så som de flesta sauropoder var Abrosaurus en fyrbent växtätare, men den var rätt liten för att vara en sauropod. Den blev uppskattningsvist bara mellan 7,5 och 9 meter lång. Dess huvud var smalt och fyrkantigt och toppades av ett högt benigt valv där näsborrarna fanns. Det beskrivs likna Jobarias huvud fast med en näskam. Näsöppningen mynnade ut nästan ovanför ögonen. Den hade ovanligt många tänder, några med taggar.

## Etymologi
Släktnamnet är sammansatt av de grekiska orden ηαβρος/habros, som betyder 'delikat', och σαυρος/sauros, som betyder 'ödla'. Detta refererar till kraniumets beskaffenhet, med stora öppningar separerade av enbart tunna benstadgar. Den enda namngivna arten, A. dongpoi, är namngiven efter den kinesiske poeten Su Shi som levde under 1000-talet. Han var också känd som Su Dongpo och föddes i Sichuan.
Namngivandet av Abrosaurus har varit en lång och invecklad process. Abrosaurus hittades år 1984 och beskrevs först år 1986 av den kinesiske paleontologen Ouyang Hui med en filosofie doktorsavhandling, då med det specifika namnet "A. gigantorhinus". Emellertid överensstämde detta inte med ICZNs publikationsstandard, så arten "Abrosaurus gigantorhinus" räknas enbart som en nomen nudum, fastän det används inkorrekt i åtminstone en vetenskaplig artikel (Zhang & Chen, 1996). Ouyang beskrev formellt denna art år 1989 under det specifika epitetet A. dongpoensis, men enligt biologisk nomenklatur används det latinska suffixet -ensis korrekt enbart då man hedrar platser och namnet har sedan dess reviderats att inkludera det mer korrekta suffixet -i, vilket används för att hedra män (Peng & Shu, 1999). Abrosaurus dongpoi är nu detta släktes accepterade namn.

## Klassificering
Abrosaurus beskrevs ursprungligen som en camarasaurid, och emedan det kanske inte visar sig vara en medlem av den speciella familjen, har vidare forskning visat att det är en basal medlem av Macronaria, mycket lik Camarasaurus själv. Emellertid har resterna efter Abrosaurus inte blivit fullständigt beskrivna, vilket gör dess exakta placering i sauropodernas släktträd svårt att fastställa (Upchurch o. a., 2004).

## Beskrivning
Abrosaurus' holotyp, eller ursprungliga fynd, är ett fossilt kranium som nästan är fullständigt och välbevarat. Ett fragmentariskt kranium och några delar av skelettet har också tillskrivits detta släkte men publicerade beskrivningar saknas (Zhang & Chen, 1996). Oturligt nog har man inte lyckats återfinna någon svans ännu. Allt material kommer från det berömda stenbrottet i Dashanpu nära Zigong i Kina och befinner sig på museet för dinosaurier där. Abrosaurus och åtminstone 4 andra arter av sauropoder är kända från Lägre Shaximiao-formationen (även kallad Xiashaximiao) vid Dashanpu. Dessa sediment är daterade från bathonian- till callovianepokerna under mitten av juraperioden, eller mellan 168 till 161 miljoner år sedan. Den levde samtidigt som och på samma plats som Agilisaurus.
Abrosaurus beskrivs ha haft en klumpig kropp med kolumnlika ben.